# 第八季超級籃球聯賽總冠軍賽
第八季超級籃球聯賽總冠軍賽是第八季超級籃球聯賽的最後一個系列賽程，在2011年4月8日至2011年4月15日間進行，結果由台灣啤酒以4比1擊敗達欣工程，拿下隊史第三座年度冠軍。

## 兩隊比較
|            | 達欣工程        | 台灣啤酒      |
| ---------- | --------------- | ------------- |
| 例行賽戰績 | 17勝13敗        | 22勝8敗       |
| 例行賽對戰 | 兩勝            | 三勝          |
| 準決賽     | 4:0贏裕隆納智捷 | 4:1贏璞園建築 |
| 總教練     | 邱大宗          | 閻家驊        |

## 逐場摘要
第一戰
| 2011-4-8 19:00 |

| 賽後數據 |

| 達欣工程 59–62 台灣啤酒                           |  |                                               |
| 得分： 佛伊爾 22 篮板： 佛伊爾 13 助攻： 林宜輝 4 |  | 得分： 瓊斯 13 篮板： 瓊斯 16 助攻： 何守正 3 |

第二戰
| 2011-4-9 19:00 |

| 賽後數據 |

| 台灣啤酒 80–75 達欣工程                         |  |                                                 |
| 得分： 楊敬敏 25 篮板： 瓊斯 12 助攻： 楊敬敏 4 |  | 得分： 佛伊爾 27 篮板： 佛伊爾 13 助攻： 田壘 3 |

第三戰
| 2011-4-10 19:00 |

| 賽後數據 |

| 達欣工程 89–94 台灣啤酒（OT）                     |  |                                                 |
| 得分： 佛伊爾 24 篮板： 佛伊爾 13 助攻： 王志群 4 |  | 得分： 吳岱豪 29 篮板： 瓊斯 12 助攻： 周資華 6 |

第四戰
| 2011-4-13 19:00 |

| 賽後數據 |

| 台灣啤酒 73–76 達欣工程                         |  |                                                  |
| 得分： 楊敬敏 23 篮板： 瓊斯 10 助攻： 鄭人維 3 |  | 得分： 佛伊爾 25 篮板： 張智峰 7 助攻： 張智峰 6 |

第五戰
| 2011-4-15 19:00 |

| 賽後數據 |

| 達欣工程 78–83 台灣啤酒（OT）                  |  |                                                 |
| 得分： 張智峰 17 篮板： 田壘 7 助攻： 佛伊爾 2 |  | 得分： 楊敬敏 23 篮板： 瓊斯 14 助攻： 楊玉明 5 |

## 外部連結
- 超級籃球聯賽(新)官方網站 （页面存档备份，存于）